# Oude Braak

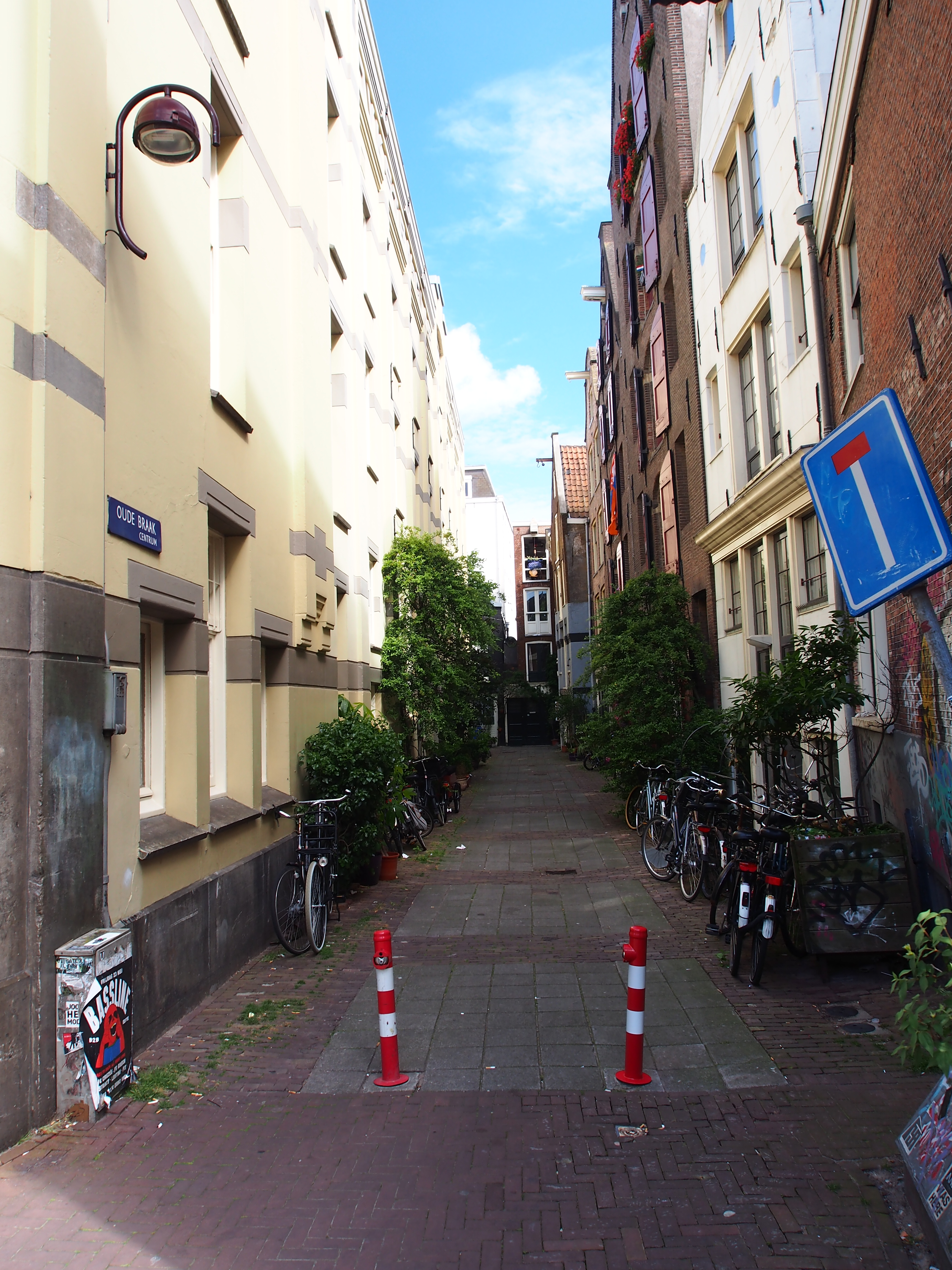
Oude Braak, Amsterdam

De Oude Braak is een steeg in Amsterdam. De steeg verbindt de Nieuwezijds Voorburgwal met de Nieuwendijk. Slechts een gedeelte van deze steeg is openbaar toegankelijk, de rest is alleen toegankelijk voor bewoners. Een aantal oude pakhuizen in de steeg zijn aangewezen als rijksmonument.

## Geschiedenis
De Oude Braak was vroeger een spinnenweb aan stegen en gangen tussen Nieuwezijds Voorburgwal, Nieuwendijk, Sint Jacobsstraat en Nieuwezijds Armsteeg. In de middeleeuwen werd het De Break genoemd. Een braak, een soort moeras, is een benaming voor een stuk land waarop geen landbouw plaatsvind. Deze braak was ontstaan door een dijkdoorbraak. 
Rond 1350 werd er een dijk aangelegd, de Nieuwendijk. Ergens in de 16e eeuw werd de Braak gedempt. In de volksmond werd een gedeelte de Kromme Elleboogsteeg genoemd vanwege de vorm van deze steeg. Door een raadsbesluit is deze bijnaam komen te vervallen, omdat er al een Kromme Elleboogsteeg bestond. Deze lag een stuk verder en verbond het Rokin met de Dam. Sindsdien heetten beide gedeeltes van deze steeg de Oude Braak.
Na een latere uitbreiding van de stad kwam er nog een braak binnen de stadsgrenzen te liggen. Om verwarring te voorkomen werd deze dan ook de Nieuwe Braak genoemd. Deze Nieuwe Braak lag ongeveer ter hoogte waar nu de Palmgracht ligt.